# Ciudad Perdida (Cuzco)
La Ciudad Perdida es un complejo arqueológico presuntamente de la civilización inca, ubicado entre las provincias de Calca y La Convención, en el departamento del Cuzco en el sureste del Perú.

## Descubrimiento
El nombre es provisional, pues fue descubierto el 9 de septiembre de 2017 por pobladores de Sacramento, la localidad más cercana del sitio arqueológico, los residentes la descubrieron mientras hacían labores de pastoreo cerca del Santuario Nacional Megantoni.
Luego de informarse el descubrimiento el Servicio Nacional de Áreas Naturales Protegidas por el Estado, junto a locales, acudieron al lugar para realizar estudios del lugar. El alcalde de La Convención Wilfredo Alagón Mora, acordó tener una reunión con el entonces viceministro de Turismo Rogers Valencia en el distrito de Santa Teresa.
La Ciudad Perdida atrajo la atención de las autoridades de ambas provincias, porque se encuentra en una zona no delimitada.

## Descripción
El tamaño del lugar es de dos hectáreas de extensión, además de escalinatas, pasadizos, andenería, muros y hasta una vivienda durante las primeras exploraciones posterior a su descubrimiento.
El sitio arqueológico fue comparado incluso con las leyendas del Paititi o El Dorado.
El área selvática donde se ubica la Ciudad Perdida es muy remota y el mismo gobierno reconoce que es poca explorada.